# .so
.so – krajowa domena internetowa najwyższego poziomu przypisana do Somalii, działa od 1997 roku.
Z powodu braku rządu w Somalii, który byłby uznany przez społeczność międzynarodową, administracją domeną zajmowała się firma z adresem w Pittsburghu, 17 kwietnia 2009 roku domena została przeniesiona do Ministry of Post and Telecommunications. Od lutego 2005 na stronie nic.so była jednostronicowa informacja, że domena jest "zaparkowana" i rejestracje są "nieosiągalne". Od 1 listopada 2010 roku można rejestrować nowe domeny, a od 1 marca 2011 roku domeny .so funkcjonują normalnie. W użyciu są 3 domeny drugiego poziomu (.com.so, .net.so i .org.so) oraz domena pierwszego poziomu (.so), w ramach których można zakładać własne domeny.